# ماري: رواية

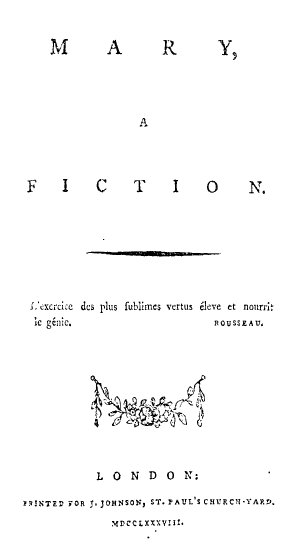

ماري: رواية، هي الرواية المكتملة الوحيدة للنسوية البريطانية البارزة في القرن الثامن عشر ماري وولستونكرافت. تسرد الرواية القصة المأساوية لـ «الصداقتين الرومانسيتين» المتعاقبتين اللتين جمعتا ما بين إحدى النساء ورجل وامرأة. ألفت وولستونكرافت الرواية بينما كانت تعمل بصفتها مربية في أيرلندا، لتُنشر الرواية في عام 1788، أي بعد فترة وجيزة من فصلها دون سابق إنذار واتخاذها قرارًا بالمباشرة في مهنة الكتابة. اتسمت هذه المهنة بخطورتها وسمعتها السيئة بالنسبة للنساء في بريطانيا خلال القرن الثامن عشر.
تأثرت وولستونكرافت بفكرة جان جاك روسو القائلة إن العباقرة هم من يعلمون أنفسهم، لذا اختارت بطلةً عقلانيةً ومتعلمة ذاتيًا لروايتها. وصفت وولستونكرافت بطلتها ماري على أنها مستقلة وقادرة على تحديد ماهية الأنوثة والزواج بالنسبة لها، وذلك في محاولة منها لإعادة تعريف كلمة عبقري، التي بدأت باكتساب معناها الحديث كاستثنائي أو ذكي في نهاية القرن الثامن عشر. تعتقد وولستونكرافت أن ما يجعل من ماري عبقريةً هو «آراءها القوية والمبتكرة» وقدرتها على مقاومة «الحكمة التقليدية». أتاحت وولستونكرافت لبطلتها الفرصة في انتقاد الزواج من خلال تقديمها على أنها شخصية عبقرية، إذ شعرت أن الزواج «يقيد» العباقرة بدلًا من أن يدعمهم.
تستخدم وولستونكرافت بطلتها بغية توجيه انتقاداتها ضد شاعرية القرن الثامن عشر وأثرها على النساء. تروي ماري الحبكة الرومانسية التقليدية المكررة، وذلك من خلال إعادة تصورها للعلاقات الجنسانية والحياة الجنسية للأنثى. وعلى الرغم من ذلك، تستعين وولستونكرافت بأحد الأنواع الفنية المتمثل بالنزعة العاطفية بغية نقد العاطفية ذاتها، إذ تصف «أسلوبها الروائي» على أنه يعكس ذات العيوب العاطفية التي تحاول تعريتها.
تبرأت وولستونكرافت من رواية ماري لاحقًا، وكتبت بأنها ليست سوى أضحوكة. وعلى الرغم من ذلك، اعتقد العديد من الباحثين أن تمثيل الرواية لأنثى عبقرية وحيوية وغير تقليدية وعقلانية ومتشبثة بآرائها (للمرة الأولى في الأدب الإنجليزي) في إطار من الرومانسية الجديدة من نوعها هو تطور هام في تاريخ الرواية بغض النظر عن عيوبها، وذلك بحكم مساهمتها في تشكيل خطاب أنثوي ناشئ.

## خلاصة الحبكة
تبدأ الرواية بوصف الزواج التقليدي والخالي من الحب الذي يجمع ما بين والدي البطلة. تتسم والدة ماري التي تُدعى إليزا بهوسها بالروايات، إذ نادرًا ما تفكر في أي أحد سوى نفسها، وتفضل شقيق ماري عن ابنتها. تهمل إليزا ابنتها، التي تلجأ إلى التعلم الذاتي عن طريق الكتب والعالم الطبيعي وحسب. تكرس ماري جل وقتها للأعمال الخيرية بحكم تجاهل عائلتها لها. تبدأ والدتها بالاهتمام بها بعد وفاة شقيقها المفاجئة، تاركًا وراءه ثروة العائلة بأكملها لماري. تعلم إليزا ماري بعض «الإنجازات» كالرقص مثلًا، بغية جذب الخاطبين. سرعان ما تمرض والدة ماري، ثم تطلب من ابنتها على فراش الموت أن تتزوج من الرجل الثري تشارلز على الرغم من أنها لم تقابله قط. لا تستطيع ماري رفض طلب والدتها، فتوافق في حالة من الذهول. تتزوج ماري من تشارلز، الذي يغادر إلى القارة (أوروبا) مباشرةً بعد حفل الزفاف.
تتقرب ماري من الفتاة المحلية آن، التي تساهم في تعليم ماري الهاربة من عائلتها التي لا تشاركها أيًّا من قيمها. تتعلق ماري بآن إلى حد كبير، بينما تعاني آن تحت وطأة حب من طرف واحد دون أن تبادل ماري مشاعرها. تقع عائلة آن ضحيةً للفقر وتوشك على فقدان منزلها، فتساعدهم ماري في سد ديونهم، بعد أن أتاح لها زواجها من تشارلز بعض السيطرة على أموالها.
تصاب آن بالسل، فتسافر ماري برفقتها إلى لشبونة على أمل مساعدتها في استعادة صحتها. تتعرف كل من ماري وآن على هنري الذي يحاول استعادة عافيته أيضًا. تتوفى آن وتجد ماري نفسها في حالة من الحزن الشديد. يقع هنري وماري في حب بعضهما البعض، لكنهما يُجبر كل منهما على العودة إلى إنجلترا بشكل منفصل. تشعر ماري باليأس بسبب زواجها من تشارلز وحرمانها من آن وهنري، وتستمر في اضطرابها هذا حتى سماعها بأن حالة هنري -المصاب بالسل- تزداد سوءًا. تهلع ماري وتقرر البقاء إلى جانب هنري حتى وفاته.
يعود تشارلز من أوروبا في نهاية الرواية، ليؤسس برفقة ماري ما يشبه الحياة المشتركة سويةً. تشعر ماري بالمرض، وبالكاد تستطيع تحمل زوجها معها في الغرفة ذاتها. توحي الأسطر القليلة الأخيرة من الرواية بوفاة ماري في شبابها.

## التأثير السيري والأدبي
كتبت وولستونكرافت روايتها ماري في بلدة هوت ويلز الواقعة في مدينة برستل، حيث كانت تعمل بصفتها مربيةً لدى عائلة كينغزبورو الأنجلو-أيرلندية. شكلت علاقتها بهذه العائلة مادةً خام لروايتها التي وصفتها وولستونكرافت بأنها «مستمدة من الطبيعة». اعتمدت وولستونكرافت في خلقها لشخصية إليزا على السيدة كينغزبورو، التي لطالما اعتقدت وولستونكرافت أن رعايتها لكلابها أهم من رعايتها لأطفالها. أما الأهم من ذلك فهو الصداقة بين ماري وآن، التي تشبه العلاقة التي جمعت بين وولستونكرافت وصديقتها الحميمة فاني بلود إلى حد كبير. كانت فاني «العالم بأسره» بالنسبة لوولستونكرافت، أو «الشخص الذي ربطتها معه صداقة حميمة، والذي كان شغفًا مسيطرًا على عقلها لسنوات عدة» كما يصفها زوج وولستونكرافت الذي يُدعى ويليام غودوين. وُصف تمثيل وولستونكرافت لفاني من خلال شخصية آن بأنه «استخفاف»، إذ تكهن العديد من النقاد أن السبب في ذلك يعود إلى شعور وولستونكرافت بالخيانة بعد أن قررت فاني الزواج، الأمر الذي دفعها إلى تصويرها باعتبارها شخصيةً غير قادرة على إرضاء البطلة إطلاقًا.
تُعتبر أطروحة جان جاك روسو الفلسفية حول التعليم في التربية: إميل نموذجًا (1762) ذات تأثير أدبي رئيسي على رواية ماري. كتبت وولستونكرافت إلى شقيقتها إيفرينا قبل بضعة أشهر من شروعها في كتابة الرواية: «أنني أقرأ كتاب إميل لروسو، وأنا معجبة بمفارقاته ... لكنه يتجول في هذا العالم الهزلي الذي لطالما همت فيه ... لقد كان مخلوقًا غريبًا ومتناقضًا وحزينًا وذكيًا - بيد أنه يمتلك مقدارًا استثنائيًا من الشاعرية والتبصر». تشير وولستونكرافت إلى أن روسو «يستخلص وجود قدرة مشتركة على التعليم - ويشرح السبب قائلًا بأن العبقري قادر على تعليم ذاته». انطوت صفحة العنوان في رواية ماري بعد نشرها على اقتباس لروسو: «ممارسة أكثر الفضائل سموًا توقظ العبقرية وتغذيها». وبذلك تُعتبر الرواية بمثابة رواية تكوين مبكرة بالنظر إلى الكثير من النواحي، أو روايةً حول التعليم.
يرمز تلميح وولستونكرافت الإبيجرامي إلى رواية روسو جولي، أو إلواز الجديدة (1761) إلى فضل الروايات الشاعرية عليها، والتي تُعتبر واحدةً من أشهر الأنواع الفنية خلال النصف الأخير من القرن الثامن عشر. شعرت وولستونكرافت وكأنها مضطرةً على الاستجابة إلى الجمالية الأيديولوجية الروسّية المهيمنة على الأعمال الروائية البريطانية، وشاركها هذا الشعور العديد من الكاتبات الأخريات، بما في ذلك ماري هايز وهيلين ويليامز وشارلوت تيرنر سميث وماري روبنسون وماريا إدجوورث وهانا مور. كتب الباحث في حياة وولستونكرافت غاري كيلي حول البطلات الرومنسيات قائلًا إنهن «يمثلن المرأة التي خُلقت من أجل الرجل: الضحية الأنثوية البطلة التي تتسم بفجورها الدمث وأناقتها، الشريكة الأنثوية الفاضلة للرجل النبيل ذو الاحترافية المثالية، والشريكة الخاضعة فكريًا وجنسيًا للرجل البرجوازي المثالي». هاجمت وولستونكرافت روسو مرةً أخرى في أكثر أعمالها شهرةً دفاعًا عن حقوق المرأة، إذ اعتقدت بأنه كان متحيز جنسيًا في الجزء الثاني من كتابه في التربية: إميل نموذجًا. تصرح وولستونكرافت في «إعلان» رواية ماري (وهو جزء شبيه بالمقدمة) بأنها تقدم بطلتها «العبقرية» باعتبارها نقيضًا لغيرها من الشخصيات، بما في ذلك شخصية كلاريسا التي كتبها صمويل ريتشاردسون وشخصية صوفي التي ابتدعها روسو. وبالإضافة إلى ذلك، يتخلل النص تلميحات إلى الروايات العاطفية الشهيرة، بما في ذلك تاريخ إليزا وورويك (1778) والزواج الأفلاطوني (1787)، وذلك بغية انتقاد طريقة تقديمهم لشخصية البطلة الأنثوية الشاعرية. تُعتبر شخصية ماري أقرب إلى شخصية البطلة الخيرة والكادحة في رواية ميلينيوم هول (1762) للكاتبة المنتمية إلى جمعية الجوارب الزرقاء سارة سكوت، فهي لا تشبه البطلات الخاملات والباكيات في معظم الروايات العاطفية. استمر الجدل حول العلاقة بين الجنسانية والشاعرية حتى أوائل القرن التاسع عشر، حين ركّزت جاين أوستن مثلًا على هذه العلاقة بشكل صريح في روايتها عقل وعاطفة (1811).